# Roy Berocay
Roy Berocay (* 1955 in Montevideo, Uruguay) ist ein uruguayischer Schriftsteller und Kinderbuchautor. 
Der Vater von fünf Kindern, der zudem sechs Enkelkinder hat, ist der meistausgezeichnete Kinderbuchautor seines Heimatlandes. Seine auch über die Grenzen des Landes hinaus bekannten Werke gelten als Ikonen der Kinder- und Jugendliteratur.
Seit 1980 arbeitete der Journalist zunächst für die Zeitung El Diario als Polizeireporter, Musikkritiker und humoristischer Kolumnist. Zudem war er für das Wochenblatt Aquí und die Zeitschriften Guambia, Zeta und El Dedo tätig. Ab 1982 bis 1955 war er Uruguay-Korrespondent für die Nachrichtenagentur Reuters. Auch auf eine Tätigkeit als Chefredakteur der Zeitschrift El sapo Ruperto kann er zurückblicken. Mindestens Anfang des 21. Jahrhunderts stand er in Diensten der Wochenzeitung Búsqueda. Seinen ersten Roman, Pescasueños, veröffentlichte er im Jahre 1986. Danach wandte er sich dann der Kinder- und Jugendliteratur zu. Auf diesem Gebiet ist er insbesondere bekannt für die Geschichten über den Charakter der Kröte Ruperto (sapo Ruperto). 1990 erschien seine zweite Novelle unter dem Titel La noche del dragón. Zudem ist der Berocay auch als Musiker und Komponist tätig. So war er Gitarrist, Komponist und Sänger in der uruguayischen Rock- und Blues-Gruppe El conde de Saint Germain und ist derzeit Mitglied der Rockband La Conjura de los Necios.

## Werke (Auswahl)
- Pescasueños (1986)
- Saga del Sapo Ruperto:
  - Las aventuras del sapo ruperto (1994)
  - Ruperto detective (1997)
  - Ruperto insiste (1999)
  - Ruperto de terror III (1995)
  - Ruperto al rescate (1999)
  - Ruperto contraataca
  - Ruperto contra el profesor Siniestro
- El abuelo más loco del mundo (1994)
- Lucas, el fantastico (1997)
- Siete cuentos sin sapo (1998)
- La triologia juvenil:
  - Pequeña Ala (1998)
  - La niebla (2001)
  - Tan azul (2004)
- Pateando Lunas (1993)
- Los telepiratas (1999)
- Babu (1999)
- Un mundo perfecto (2000)
- El país de las cercanías 1 y 2 (2001, 2002)
- Las semillas de lo bueno (2005)
- Ernesto el exterminador de seres monstruosos (y otras porquerías) (2006)
- Juanita Julepe y la Máquina de Olvidar (2007)
- Juanita Julepe y el Rio de Zombis (2008)
- Ruperto rocanrol y otras bobadas (2008)
- Ernesto el exterminador y el increíble mundo más allá de Sayago (2009)
- La msima cantidad de osos (2016)[1]

## Auszeichnungen
- 1989: Erster Preis beim Wettbewerb für Kinderliteratur des Verlags TAE
- 1990: Erster Preis des Uruguayischen Bildungs- und Kulturministeriums
- 1992: Erster Preis der Intendencia Municipal von Montevideo
- 1992: Premio Bartolomé Hidalgo
- 2000: Preis des Uruguayischen Bildungs- und Kulturministeriums
- 2000: Premio Revelación "El País Cultural"
- 2001: Premio Bartolomé Hidalgo
- 2001: Goldenes Kinderbuch der Cámara Uruguaya del Libro